# Aaron Johnson (ishockeyspelare)
Aaron Lindsay Johnson, född 30 april 1983 i Port Hawkesbury, Nova Scotia, är en kanadensisk professionell ishockeyspelare som tillhör NHL-organisationen Ottawa Senators och spelar för Binghamton Senators i American Hockey League (AHL). Han har tidigare spelat på NHL-nivå för Columbus Blue Jackets, New York Islanders, Chicago Blackhawks, Calgary Flames, Edmonton Oilers och Boston Bruins och på lägre nivåer för Syracuse Crunch, Bridgeport Sound Tigers, Rockford IceHogs, Milwaukee Admirals, Providence Bruins och Hartford Wolf Pack i AHL och Océanic de Rimouski och Remparts de Québec i Ligue de hockey junior majeur du Québec (LHJMQ).
Johnson valdes av Columbus Blue Jackets som 85:e spelare totalt i 2001 års NHL-draft.

## Statistik

### Klubbkarriär
| 1998–1999    | Strait Pirates          | NSJHL        | 50  | 28 | 42  | 70  | 98  | —  | — | —  | —  | —  |
| 1999–2000    | Océanic de Rimouski     | LHJMQ        | 61  | 1  | 14  | 15  | 57  | 8  | 0 | 0  | 0  | 0  |
| 2000–2001    | Océanic de Rimouski     | LHJMQ        | 64  | 12 | 41  | 53  | 128 | 11 | 2 | 4  | 6  | 35 |
| 2001–2002    | Océanic de Rimouski     | LHJMQ        | 68  | 17 | 49  | 66  | 172 | 7  | 1 | 2  | 3  | 12 |
| 2002–2003    | Océanic de Rimouski     | LHJMQ        | 25  | 4  | 20  | 24  | 41  | —  | — | —  | —  | —  |
|              | Remparts de Québec      | LHJMQ        | 32  | 6  | 31  | 37  | 41  | 11 | 4 | 4  | 8  | 25 |
| 2003–2004    | Columbus Blue Jackets   | NHL          | 29  | 2  | 6   | 8   | 32  | —  | — | —  | —  | —  |
|              | Syracuse Crunch         | AHL          | 49  | 6  | 15  | 21  | 83  | 7  | 2 | 3  | 5  | 27 |
| 2004–2005    | Syracuse Crunch         | AHL          | 77  | 6  | 17  | 23  | 140 | —  | — | —  | —  | —  |
| 2005–2006    | Columbus Blue Jackets   | NHL          | 26  | 2  | 6   | 8   | 23  | —  | — | —  | —  | —  |
|              | Syracuse Crunch         | AHL          | 49  | 5  | 24  | 29  | 122 | 6  | 1 | 3  | 4  | 19 |
| 2006–2007    | Columbus Blue Jackets   | NHL          | 61  | 3  | 7   | 10  | 38  | —  | — | —  | —  | —  |
| 2007–2008    | New York Islanders      | NHL          | 30  | 0  | 2   | 2   | 30  | —  | — | —  | —  | —  |
|              | Bridgeport Sound Tigers | AHL          | 2   | 0  | 0   | 0   | 0   | —  | — | —  | —  | —  |
| 2008–2009    | Chicago Blackhawks      | NHL          | 38  | 3  | 5   | 8   | 33  | —  | — | —  | —  | —  |
|              | Rockford IceHogs        | AHL          | 2   | 0  | 1   | 1   | 4   | —  | — | —  | —  | —  |
| 2009–2010    | Calgary Flames          | NHL          | 22  | 1  | 2   | 3   | 19  | —  | — | —  | —  | —  |
|              | Edmonton Oilers         | NHL          | 19  | 3  | 4   | 7   | 16  | —  | — | —  | —  | —  |
| 2010–2011    | Milwaukee Admirals      | AHL          | 72  | 9  | 26  | 35  | 70  | 13 | 1 | 2  | 3  | 16 |
| 2011–2012    | Columbus Blue Jackets   | NHL          | 56  | 3  | 13  | 16  | 26  | —  | — | —  | —  | —  |
| 2012–2013    | Boston Bruins           | NHL          | 10  | 0  | 0   | 0   | 0   | —  | — | —  | —  | —  |
|              | Providence Bruins       | AHL          | 2   | 0  | 1   | 1   | 2   | —  | — | —  | —  | —  |
| 2013–2014    | Hartford Wolf Pack      | AHL          | 75  | 4  | 36  | 40  | 70  | —  | — | —  | —  | —  |
| NHL totalt   | NHL totalt              | NHL totalt   | 291 | 17 | 45  | 62  | 227 | —  | — | —  | —  | —  |
| AHL totalt   | AHL totalt              | AHL totalt   | 328 | 30 | 120 | 150 | 491 | 26 | 4 | 8  | 12 | 62 |
| LHJMQ totalt | LHJMQ totalt            | LHJMQ totalt | 250 | 40 | 155 | 195 | 439 | 37 | 7 | 10 | 17 | 72 |